# Acrocampsa integra
Acrocampsa integra är en insektsart som beskrevs av Melichar 1925. Acrocampsa integra ingår i släktet Acrocampsa och familjen dvärgstritar. Inga underarter finns listade i Catalogue of Life.